# Зимові Дефлімпійські ігри 2019
Дефлімпійські ігри 2019 — міжнародні дефлімпійські ігри, які пройшли з 12 по 21 грудня 2019 року у Ломбардії у трьох містах Мадезимо, К'явенна та Санта-Катерина-Вальфурва (Італія).
Національна дефлімпійська збірна команда України (разом із тренерським складом та штабом) буде найбільшою за всю зимову дефлімпійську історію України. Спортсмени-дефлімпійці України вперше у цих Іграх братимуть участь у 5 видах спорту, у тому числі дебютуватимуть у сноуборді та шахах.

## Види спорту
Змагання на Дефлімпійських іграх 2019 пройдуть у 6 видах спорту: лижні перегони, гірськолижний спорт, керлінг, сноуборд, хокей та шахи.
- Гірськолижний спорт (10) (докладніше)

- Керлінг (2) (докладніше)

- Лижні перегони (9) (докладніше)

- Сноубординг (10) (докладніше)

- Хокей (1) (докладніше)

- Шахи (4) (докладніше)

## Календар
| ЦВ | Церемонія відкриття | ● | Кваліфікації змагань | 1 | Фінали | ЦЗ | Церемонія закриття |

| Грудень             | 11-е Сер | 12-е Чет | 13-е П'ят | 14-е Суб | 15-е Нед | 16-е Пон | 17-е Вів | 18-е Сер | 19-е Чет | 20-е П'ят | 21-е Суб | Комплекти медалей |
| ------------------- | -------- | -------- | --------- | -------- | -------- | -------- | -------- | -------- | -------- | --------- | -------- | ----------------- |
| Церемонії           |          | ЦВ       |           |          |          |          |          |          |          |           | ЦЗ       | Н/Д               |
| Гірськолижний спорт |          |          | 2         | 2        | 2        |          | 2        | 2        |          |           |          | 10                |
| Шахи                |          |          | 2         | ●        | ●        | ●        | ●        |          | ●        | 2         |          | 4                 |
| Лижні перегони      |          |          | 2         | 2        |          | 2        | 2        | 1        |          |           |          | 9                 |
| Керлінг             | ●        | ●        | ●         | ●        | ●        | ●        | ●        | ●        | ●        | 2         |          | 2                 |
| Хокей               |          |          | ●         | ●        | ●        |          | ●        | ●        | ●        | ●         | 1        | 1                 |
| Сновбординг         |          |          | 2         | 2        |          | 2        |          | 2        | 2        |           |          | 10                |
| Комплекти медалей   |          |          | 8         | 6        | 2        | 4        | 4        | 5        | 2        | 4         | 1        | 36                |
| Всього              |          |          | 8         | 14       | 16       | 20       | 24       | 29       | 31       | 35        | 36       | 36                |
| Грудень             | 11-е Сер | 12-е Чет | 13-е П'ят | 14-е Суб | 15-е Нед | 16-е Пон | 17-е Вів | 18-е Сер | 19-е Чет | 20-е П'ят | 21-е Суб | Комплекти медалей |

## Країни-учасниці

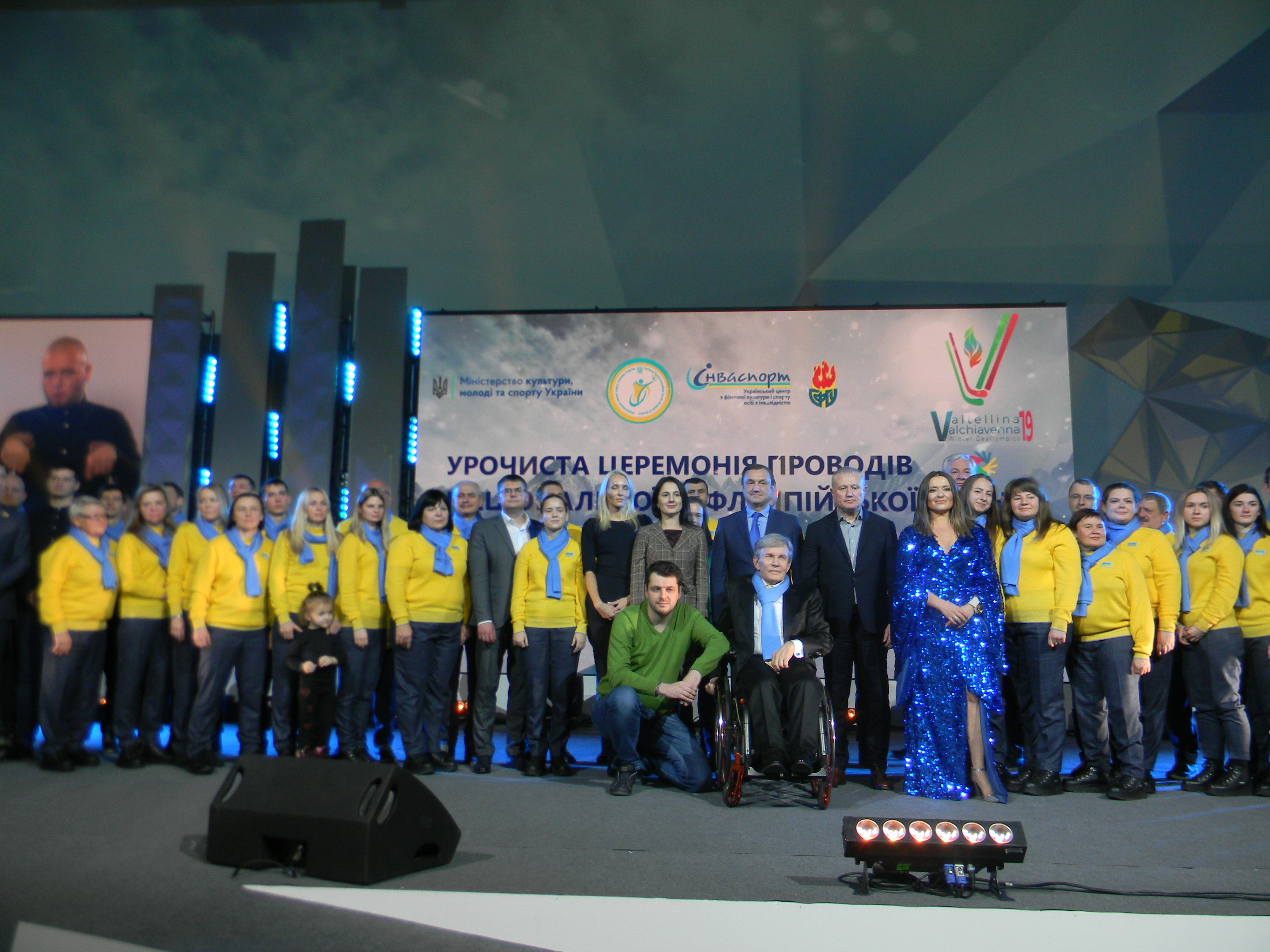
Урочиста подія на честь від'їзду української дефлімпійської збірної на Дефлімпійські ігри 2019 до Італії

В іграх взяли участь більше 1000 спортсменів.
- Австрія  (9)
- Білорусь  (12)
- Болгарія  (6)
- Боснія і Герцеговина  (6)
- Бразилія  (5)
- Ізраїль  (1)
- Індія  (12)
- Іспанія  (1)
- Італія  (16)
- Казахстан  (40)
- Канада  (34)
- Китай  (37)
- Монголія  (5)
- Непал  (2)
- Німеччина  (10)
- Норвегія  (4)
- Пакистан  (1)
- Південна Корея  (14)
- Польща  (21)
- Росія  (78)
- Словаччина  (3)
- Словенія  (1)
- США  (42)
- Туреччина  (3)
- Угорщина  (11)
- Узбекистан  (6)
- Україна  (34)
- Фінляндія  (27)
- Франція  (2)
- Хорватія  (12)
- Чехія  (8)
- Швеція  (4)
- Швейцарія  (7)
- Японія  (11)

## Медальний залік
Медальний залік
  *   Країна-господарка ( Італія)
| Місце                | Країна               | Золото | Срібло | Бронза | Загалом |
| -------------------- | -------------------- | ------ | ------ | ------ | ------- |
| 1                    | Росія (RUS)          | 18     | 18     | 14     | 50      |
| 2                    | Італія (ITA)*        | 5      | 0      | 2      | 7       |
| 3                    | Україна (UKR)        | 4      | 4      | 3      | 11      |
| 4                    | США (USA)            | 3      | 1      | 2      | 6       |
| 5                    | Чехія (CZE)          | 2      | 4      | 1      | 7       |
| 6                    | КНР (CHN)            | 2      | 0      | 2      | 4       |
| 7                    | Ізраїль (ISR)        | 1      | 0      | 0      | 1       |
| 7                    | Казахстан (KAZ)      | 1      | 0      | 0      | 1       |
| 9                    | Франція (FRA)        | 0      | 3      | 2      | 5       |
| 10                   | Фінляндія (FIN)      | 0      | 2      | 1      | 3       |
| 11                   | Австрія (AUT)        | 0      | 1      | 4      | 5       |
| 12                   | Польща (POL)         | 0      | 1      | 1      | 2       |
| 13                   | Канада (CAN)         | 0      | 1      | 0      | 1       |
| 13                   | Німеччина (GER)      | 0      | 1      | 0      | 1       |
| 15                   | Хорватія (CRO)       | 0      | 0      | 3      | 3       |
| 16                   | Південна Корея (KOR) | 0      | 0      | 1      | 1       |
| Загалом (16 збірних) | Загалом (16 збірних) | 36     | 36     | 36     | 108     |